# Nörten-Hardenberg (stacja kolejowa)
Nörten-Hardenberg (niem: Bahnhof Nörten-Hardenberg) – stacja kolejowa w Nörten-Hardenberg, w kraju związkowym Dolna Saksonia, w Niemczech. Znajduje się na linii Hannöversche Südbahn oraz na trasie linii kolejowej Hanower-Würzburg. 
Według klasyfikacji Deutsche Bahn ma kategorię 5.

## Linie kolejowe
- Hannöversche Südbahn

## Połączenia
| Linia | Trasa                                                                         | Takt        | Przewoźnik kolejowy |
| ----- | ----------------------------------------------------------------------------- | ----------- | ------------------- |
| RB 80 | Nordhausen – Walkenried – Herzberg – Northeim – Nörten-Hardenberg – Göttingen | dwugodzinny | DB Regio Nord       |
| RE 2  | Uelzen – Celle – Hannover – Northeim – Nörten-Hardenberg – Göttingen          | godzinny    | Metronom            |